# دميتري ميجكوف
دميتري ميجكوف (بالروسية: Мичков, Дмитрий Вячеславович)‏ (22 فبراير 1980 بكليموفسك في روسيا - ) هو لاعب كرة قدم روسي في مركز الوسط. لعب مع توم تومسك وروبين كازان وشينيك ياروسلافل ونادي سيرفيت ونادي كراسنودار وفاكل فارونيش ‏ وسبورتاكادمكلوب موسكو ‏ وFC Vityaz Podolsk ‏ وK.R.C. Zuid-West-Vlaanderen ‏ وسبارتاك نالتشيك ونادي سكا خاباروفسك.

## وصلات خارجية
- دميتري ميجكوف على موقع قاعدة بيانات كرة القدم.إي يو (الإنجليزية)